# お宝発信タワー DAI-NAMO
『お宝発信タワー DAI-NAMO』（おたからはっしんタワー ダイナモ）は、中部日本放送（CBC）で放送されていた中京ローカルの情報バラエティ番組。
2010年10月13日から2011年9月21日まで毎週水曜日の19:00-20:00（JST）に放送されていた。中部電力の一社提供番組。全36回。
新聞のテレビ欄には「ダイナモ」と表記される。

## 概要
東海3県（愛知県・岐阜県・三重県）の各地から、グルメ・旅・企業など様々な分野の“お宝”を紹介していく番組である。なお、番組内では東海3県のことを頭文字をとり「アイサンギー」、そこに住む人を「アイサンガー」とそれぞれ呼称している。2011年4月13日放送分より冒頭30分は「ダイナモスペシャル」が放送されていた。
CBCでは、当番組が放送されている間は週に2回、19時台に自社ローカルの番組（もう1本は『そこが知りたい 特捜!板東リサーチ』）を放送していた。当番組終了後の水曜19時枠は再びTBS制作番組の同時ネットに戻っている。

## 出演者
MC
- DAIGO（BREAKERZ）

レギュラーコメンテーター
- 天野ひろゆき（キャイ〜ン) (2010年10月 - )
- 渡部陽一 (2010年10月 - 2011年3月、2011年6月 - ) [1]

アシスタント
- 藤岡みなみ (2010年10月 - 2011年3月)
- 南部志穂 (2011年4月 - ) CBCアナウンサー

## 主なコーナー
DAIGOの輝人（シャイニン）ハント!
DAIGOがアイサンギーのお宝と呼ぶにふさわしい人物に会いに行く。
アイサンギー DAI-グルメ!
アイサンギーグルメのおいしさの秘密を探る。
GO!GO!ぎゃ〜こく人
日本在住の外国人タレントがアイサンギーの定番観光スポットを旅する。今までにボビー・オロゴン、フィフィ、にしゃんた、ジェフ・バーグランド、クリス・グレン、ロバート・キャンベル、マーティ・フリードマン、安堵龍、ダイアン吉日などが出演した。
いなか道
岐阜県出身のお笑いコンビ流れ星がアイサンギーの田舎でその土地のお宝を探す。
アイサンギーものづくり王国（キングダム）
アイサンギーのスグれた製品や日本一の技術を現地に訪れ紹介する。

## 備考
- 2011年5月25日放送分のゲストに上原美優（同5月12日、自殺により逝去）がいたが、出演シーンが全てカットされた（公式HPにも出演記録はない）。それ以前に同様の処理をして放送した日本テレビにはネット上で「まるで犯罪者扱いだ」との非難の声が上がっていたばかりだった[2][3][4]。

## スタッフ
- ナレーション：市川展丈、鈴木麻里子、乱一世
- 構成：浜栄一、政池洋佑
- TP：永崎弘子
- SW：障子川雅則
- CAM：横山大輔
- AUD：谷川宏輝
- VE：富澤貴啓
- 照明：鈴木喜雅
- 美術プロデューサー：本田邦宏
- デザイン：菊池正人
- 美術進行：山口武治
- CGタイトル：神谷渉
- 大道具：岩崎隆史、成島好美
- アクリル：北神窓夏
- 電飾：井野岡利保
- マルチ：中島一博
- リサーチ：T2ファージ
- CG：岡本彰
- メイク：山田かつら
- スタイリスト：峰岸祐介、茂田美穂、西脇智代
- フードコーディネーター：松山綾子
- TK：伊藤裕子
- 音効：岩下康洋、田村綾
- 編集：斑目達也
- MA：横山圭美
- 編成：古川修
- 番宣：榊原正樹、神尾純子
- WEB：竹内忍
- AD：斉藤省平、朴昭映
- ディレクター：坂田政度、田川博之、柴田知宏、澤木修司
- 演出：安井健
- プロデューサー：高橋京子、稲垣邦広
- チーフプロデューサー：須原健太郎
- 協力：八峯テレビ、FLT、フジアール、ヌーベルバーグ
- 制作協力：EAST
- 制作著作：中部日本放送